# Панасенко Тарас Юрійович
Тарас Юрійович Панасенко (народився 17 грудня 1987, Дніпро) — український підприємець, громадський діяч, інвестор соціальних проєктів, співзасновник групи компаній «Аврора».

## Освіта
У 2009 році Тарас Панасенко закінчив Національну металургійну академію України в Дніпрі, здобувши ступінь магістра за спеціальністю «металургійна інженерія».  
У 2020 році отримав диплом Program for Executive Development (PED) в IMD Business School (Лозанна, Швейцарія). У 2023 році завершив навчання на програмі Executive MBA (EMBA) в IMD. У 2023 році був визнаний «Best and Brightest Executive MBA Graduates» за версією міжнародної платформи Poets&Quants.  

## Кар’єра
У 2011 роках Панасенко спільно з Левом Жиденком та Лесею Клименко започаткували бізнес у сфері торгівлі, що в подальшому розвинувся до мережі мультимаркетів "Аврора". Згодом мережа мультимаркетів «Аврора» розвинулась на одного з найбільших гравців роздрібної торгівлі в Україні.  
Станом на липень 2025 року група компаній «Аврора» має понад 1 700 магазинів «Аврора» в Україні та 50 магазинів Aurora в Румунії, обслуговує понад 12 мільйонів клієнтів і співпрацює з більш ніж 600 українськими виробниками. Під час повномасштабного вторгнення мережа продовжила роботу, адаптувала логістику та поступово відновлювала діяльність у деокупованих регіонах.
У 2023 році Лев Жиденко та Тарас Панасенко стали переможцями в категорії «Прорив року» у щорічній премії «Підприємець року» від Forbes Ukraine.  
У грудні 2024 року Тараса Панасенка обрано співголовою Комітету роздрібної торгівлі та електронної комерції Американської торговельної палати в Україні.  
У грудні 2024 року Forbes Ukraine визнав Тараса Панасенка та Лева Жиденка «Підприємцями року».  
У квітні 2025 року видання Delo включило Тараса Панасенка до рейтингу ТОП-20 найкращих CEO України.
Також Тарас Панасенко виступає амбасадором Diia.Business, сприяючи розвитку підприємництва в Полтаві.    
У 2025 році Лев Жиденко та Тарас Панасенко стали переможцями в номінації Innovation Excellence на національному конкурсі EY «Підприємець року 2025» в Україні, а також були включені до списку «100 українців, які змінюють країну» від NV.